# Estadio Hidalgo
Az Estadio Hidalgo a mexikói Pachuca de Soto város egyik labdarúgó-stadionja, egész Latin-Amerika egyik legmodernebb ilyen építménye. Jelenleg a CF Pachuca otthona.

## Története
Amíg ez a stadion nem épült fel, a város csapata, a Tuzos becenévre hallgató CF Pachuca a település központi részén található Estadio Revoluciónban játszotta mérkőzéseit. Az új stadion (ami nevét Miguel Hidalgo y Costilláról, a mexikói függetlenségi háború kirobbantójáról és kezdeti szakaszának vezéréről kapta) 1993-ra készült el, az avatás alkalmából tartott nyitómeccset 1993. február 24-én játszották: a vendég Pumas Jorge Santillana góljával 1–0-ra győzött a hazaiak ellen.
2004. augusztus elsején újra felavatták a felújított és jelentősen korszerűsített épületet. 2011-ben itt rendezték az U17-es labdarúgó-világbajnokság 9 mérkőzését is.

## Az épület
A 30 000 férőhelyes stadion 105 m × 68 m-es füves pályával rendelkezik, két kivetítője van, a pálya megvilágítása 1650 lux. A betonból készült lelátón műanyag ülések találhatók. Az épületben négy öltöző, sajtószoba és kápolna is helyet kapott. 2015 novemberében felavattak a stadionban egy „interaktív alagút”-nak nevezett folyosót, ahol egy, a klub történetével kapcsolatos kiállítás tekinthető meg: többek között fényképeket, mozgóképeket és a csapat által nyert trófeákat tekinthetik meg a látogatók.